# Easington Grange
Easington Grange var en civil parish 1866–1955 när det uppgick i Easington, nu i Belford civil parish, i grevskapet Northumberland i England. Civil parish var belägen 15 km från Wooler och hade 58 invånare år 1951.